# آنا ایبرسر
آنا ایبرسر (لهستانی: Anna Iberszer؛ زادهٔ ۲۲ مارس ۱۹۷۶) بازیگر اهل لهستان است.
از فیلم‌ها یا مجموعه‌های تلویزیونی که وی در آن‌ها نقش داشته‌است، می‌توان به ع چون عشق، طایفه، پدر متیو، در خوشی و سختی، دوستان، جهان به روایت خانواده کیپسکی و در خیابان سپولنی اشاره نمود.